# HBOOK
HBOOK - Statistical Analysis and Histogramming  è un pacchetto di subroutine per gestire distribuzioni statistiche (istogrammi e Ntuples) in un ambiente Fortran per il calcolo scientifico. I risultati sono presentati graficamente a video usando caratteri ASCII, ma può, opzionalmente,  elaborare l'uscita su dispositivi di output grafici tramite il pacchetto HPLOT.

## Storia
HBOOK fu originariamente sviluppato nel 1970 è ha subito continui aggiornamenti e miglioramenti. 
Al continuo miglioramento del software hanno contribuito molte persone o utenti attraverso discussioni, commenti e suggerimenti, tuttavia segue un breve elenco delle persone di riferimento per lo sviluppo del programma.
Paolo Palazzi fu coinvolto nel progetto originale. D. Lienart è stato responsabile della parte per la parametrizzazione. Fred James è l'autore delle routine HDIFF  e del pacchetto di minimizzazione MINUIT, che costituisce la base delle routine di fittaggio. L'idea di implementare l'uso di profili di istogrammi è stata ereditata dal sistema HYDRA. Le routine di per la creazione e l'uso delle Ntuple sono stati attuati da Rademakers Fons. Il pacchetto multi-dimensionale fit quadratico HQUAD è opera di John Allison. J. Linnemann e i suoi colleghi dell'esperimento D0 hanno contribuito alla routine HDIFFB. Pierre Aubert è l'autore della routine per associare le etichette agli istogrammi. Roger Barlow e Christine Beeston (OPAL) hanno sviluppato il pacchetto HMCMLL.

## Diritti d'autore
I diritti di autore ed ogni altra restrizione legale di tale software e relativa documentazione sono riservati in tutti i paesi del mondo. Tale programma o documentazione non può essere riprodotta in nessuna forma senza un preventivo consenso scritto da parte del Direttore generale del CERN o di un suo delegato.
L'autorizzazione per l'utilizzo di tale programma è concessa a tutti gli istituti scientifici connessi con il programma sperimentale CERN o con cui il CERN ha concluso un accordo di collaborazione scientifica.